# 克蘇魯的呼喚
《克蘇魯的呼喚》（英語：The Call of Cthulhu）是美國作家霍华德·菲利普斯·洛夫克拉夫特的短篇小說，写于1926年夏季，1928年2月首次在廉价小说雜誌《詭麗幻譚》上发表，2005年被改编为同名电影。

## 內容簡介
在身為閃米特語教授的叔祖離奇死去後，弗朗西斯·偉蘭德·瑟斯頓（Francis Wayland Thurston）在其家中找到一個怪異的雕像，還有一些相關的剪報和便條。深信這與叔父之死有關的主人翁開始追尋其中的秘密，最終在雜亂無章的報章和日記之下，發現這個創作是由舊日支配者（Great old ones）克蘇魯所啟發，而世界各地也因克蘇魯的即將甦醒，發生各種神秘的事件......

## 評價
作者本人自認為此作水準一般，法恩斯沃思·莱特最初將其退稿。在洛夫克拉夫特的朋友唐纳德·旺德莱謊稱洛夫克拉夫特將轉投其他刊物之後，萊特才改變了主意
罗伯特·欧文·霍华德認為這是一部傑作，“它將作為文學的最高成就流傳於世”。米歇尔·维勒贝克也說這是洛夫克拉夫特的第一部大作。

## 衍生作品
《克蘇魯的呼喚》後來也被改編為多部同名遊戲和同名電影等。